# Běljajev DB-LK

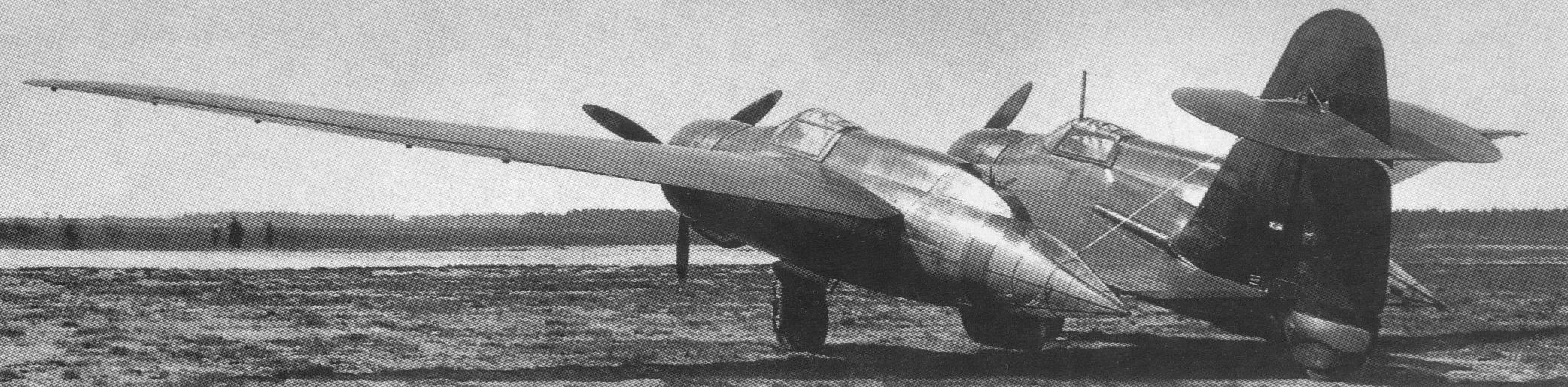
Běljajev DB-LK

Běljajev DB-LK byl sovětský dálkový bombardér, který byl navržen pro podporu taktických úkolů na konci 30. let 20. století. Jednalo se o atypický stroj se dvěma trupy, přičemž pilot a střelec seděli v levém trupu a navigátor s druhým střelcem/radistou v pravém trupu. 
Letoun byl navržen se silnou výzbrojí. V zadní části obou trupů byla kulometná věžička, letoun měl kulometné dvojče i v přední části. 
První prototyp vzlétl v dubnu 1940 a jevil se jako praktický bombardér s mimořádným letovým výkonem. Problémy byly s vysokou přistávací rychlostí a zhoršenou viditelností z pilotní kabiny. Letoun nebyl nikdy produkován sériově, protože situace v SSSR nebyla v roce 1940 velmi příznivá pro zavádění nových typů letadel. Byly vyroben pouze nezjištěný počet prototypů. Pro uvedené úkoly dostal přednost bombardér Iljušin Il-4.

## Technické údaje
- Rok prvního vzletu: 1940
- Osádka: 4
- Pohonná jednotka: dva motory Tumanskij M-87B, každý o výkonu 950 k (698,7 kW)
- Rozpětí: 21,60 m
- Délka: 9,78 m
- Výška: 3,65 m
- Nosná plocha: 56,87 m²
- Hmotnost prázdného letounu: 6004 kg
- Vzletová hmotnost: 9061 kg
- Max. vzletová hmotnost: 10 672 kg
- Maximální rychlost (ve výšce 5100 m): 488 km/h
- Dostup: 8500 m
- Čas výstupu do výšky 5000 m: 13 min 36 sec
- Dolet: 2900 km (s nákladem 1000 kg pum a př vzlet. hmotnosti 10 672 kg)
- Výzbroj: 6 x kulomet ŠKAS ráže 7,62 mm
- 2000 kg pum